# Mars (Levitan)
Mars (en russe : Март) est un tableau paysager du peintre russe Isaac Levitan réalisé en 1895. Ce tableau fait partie de la collection particulière du musée de la Galerie Tretiakov (numéro d'inventaire : 1489). Ses dimensions sont de 60 × 75 cm,,.
Le tableau est réalisé en mars 1895 par Levitan à l'époque où il vit dans la propriété Gorki à Ostrovno, dans le Gouvernement de Tver. Il l'expose à l'exposition de toute la Russie à Nijni Novgorod de 1896, et, la même année, Pavel Tretiakov en fait l'acquisition.
Il est considéré comme l'un des plus expressifs et des plus connus parmi les œuvres de Levitan. Il est également un témoignage de l'influence de l'impressionnisme sur l'œuvre du peintre.
Ce paysage vibrant de vie, qui combine les vues pittoresques de la neige, du ciel printanier et d'arbres est considéré comme une « ouverture dans la peinture russe de paysage ». Plus tard ce motif est devenu populaire chez de nombreux peintres paysagistes russes du XXe siècle tels que Igor Grabar, Constantin Youon et d'autres.

## Histoire
En 1894—1895, Levitan séjourne quelques mois dans la propriété Gorki située à un kilomètre et demi du village d'Ostrovno, qui à cette époque se trouvait dur le territoire de Vychni Volotchek dans le Gouvernement de Tver, et se trouve aujourd'hui dans le raïon d'Oudomlia dans l'oblast de Tver. Le domaine est la propriété du conseiller secret (dans la table des Rangs) Ivan Tourtchaninov qui y passe souvent des séjours en famille avec ses trois filles,,. Le bâtiment principal du domaine est une maison à deux étages avec mezzanine, peinte dans des teintes jaunes. On l'aperçoit sur le tableau Mars mais aussi sur des pastels plus anciens (1894) de Levitan, tels que Automne. Le domaine, qui fait partie de la collection du musée Mikhaïl Vroubel de l'Oblast d'Omsk,.

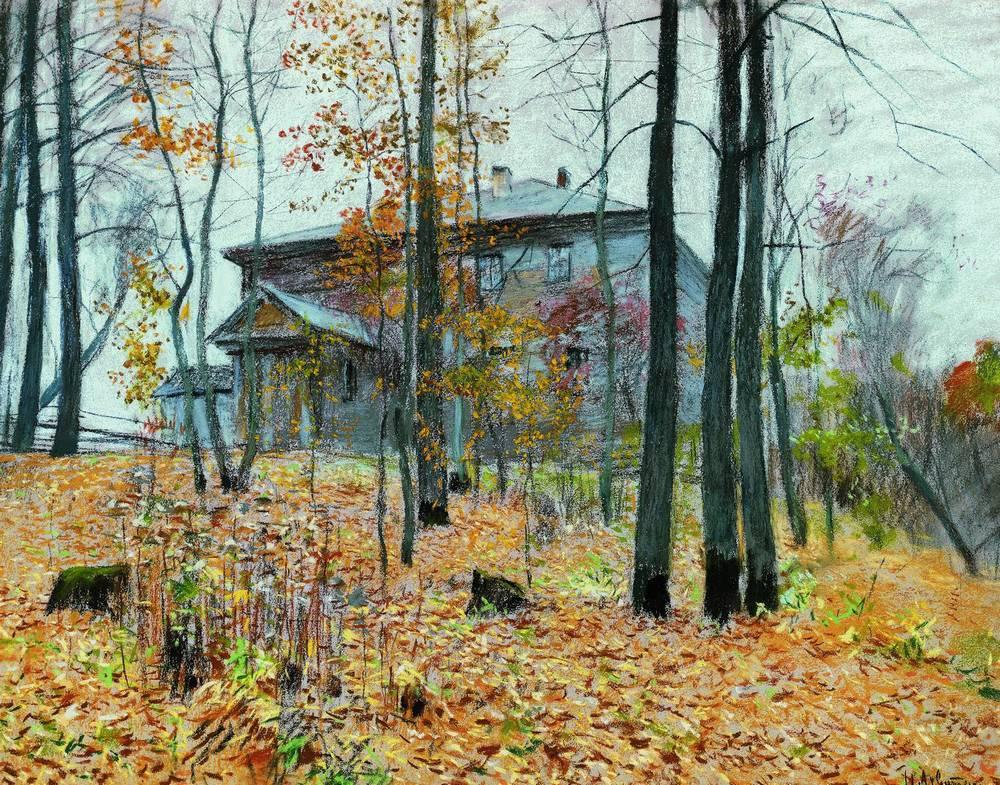
Isaac Levitan. Automne. Le Domaine (1894)

Levitan fait la connaissance d'Anna Nikolaievna Tourtchaninova, une des filles du conseiller propriétaire du domaine, durant l'été 1894, alors qu'il visite le domaine voisin des Ouchakov avec son amie artiste Sofia Kouvchinnikova. Entre la jeune Anna et Levitan se noue une intrigue amoureuse qui provoque une dispute et la rupture des relations de Levitan avec Sofia Kouvchninnikova. Après le départ de Sofia dépitée, Levitan s'installe dans la propriété Gorki et vit là en août et septembre 1894. Il y retourne au début du printemps de l'année suivante,. Pour Levitan on construit dans le domaine une maison-atelier à deux étages située au bord du lac.
C'est à cette époque, en mars 1895, que le tableau Mars est créé. Il est réalisé entièrement d'après nature, sans croquis préliminaires, en quelques séances. Parmi les témoins de sa réalisation, la cadette des filles Tourtchaninova (surnommée Lulu en famille) aide la peintre à porter ses boites de peintures, écoute ses récits sur la beauté de la nature et admire comment il réalise devant elle ce qui sera un chef-d'œuvre.

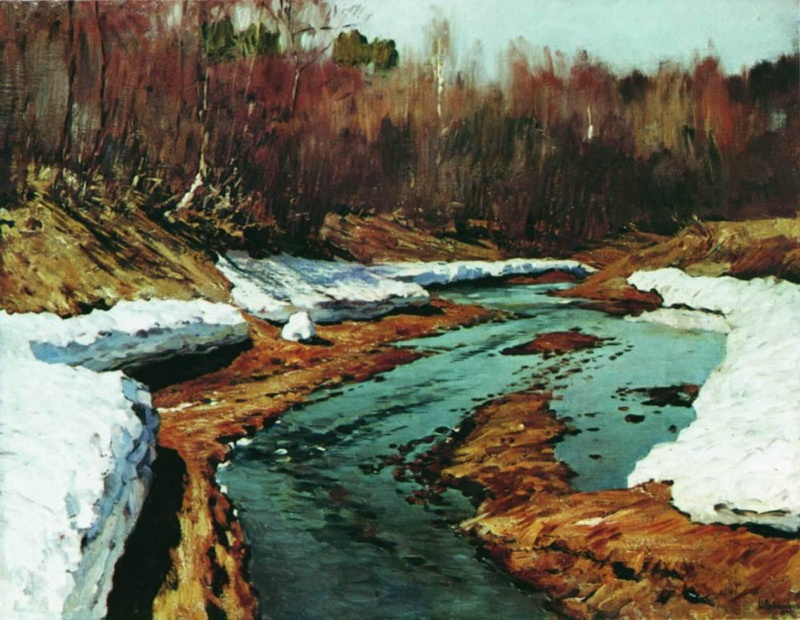
Isaac Levitan. Printemps. Dernière neige (étude, 1895)

À la même époque, Levitan peint aussi le tableau intitulé Printemps. Dernière neige, qui plus tard se retrouvera dans la collection du mécène Vladimir Chmarovine. Actuellement on ne sait pas où elle se trouve, mais une étude du même nom, de même dimension (25,5 × 33,3 см, à l'huile, se trouve au Musée russe, (numéro d'inventaire J-4261).
Le tableau Mars est exposé pour la 24e exposition des Ambulants qui se tient en 1896—1897 à Saint-Pétersbourg, mais aussi à l'exposition universelle de Nijni Novgorod de 1896, à Nijni Novgorod. En 1896 encore, la toile est achetée à l'auteur par la Galerie Tretiakov.
Le domaine Gorki n'a pas survécu aux bouleversements révolutionnaires du début du XXe siècle. En 1904, l'atelier où Levitan travaillait dans les années 1890 a brûlé. En 1914, la propriété Gorki a été vendue à une guilde de marchands. Durant quelques années après la révolution, les bâtiments du domaine ont été détruits par le feu (apparemment à la suite d'un acte criminel).

## Sujet et description
Levitan représente le mur de la maison principale du domaine Gorki à l'extrême droite de son tableau intitulé Mars. C'est un jour ensoleillé en mars, la neige commence à fondre, les arbres et le chemin qui conduit au porche sont inondés de soleil, tandis que le cheval attend avec son traîneau. Dianka, c'est le nom du cheval, est au centre du paysage et en est un élément essentiel.

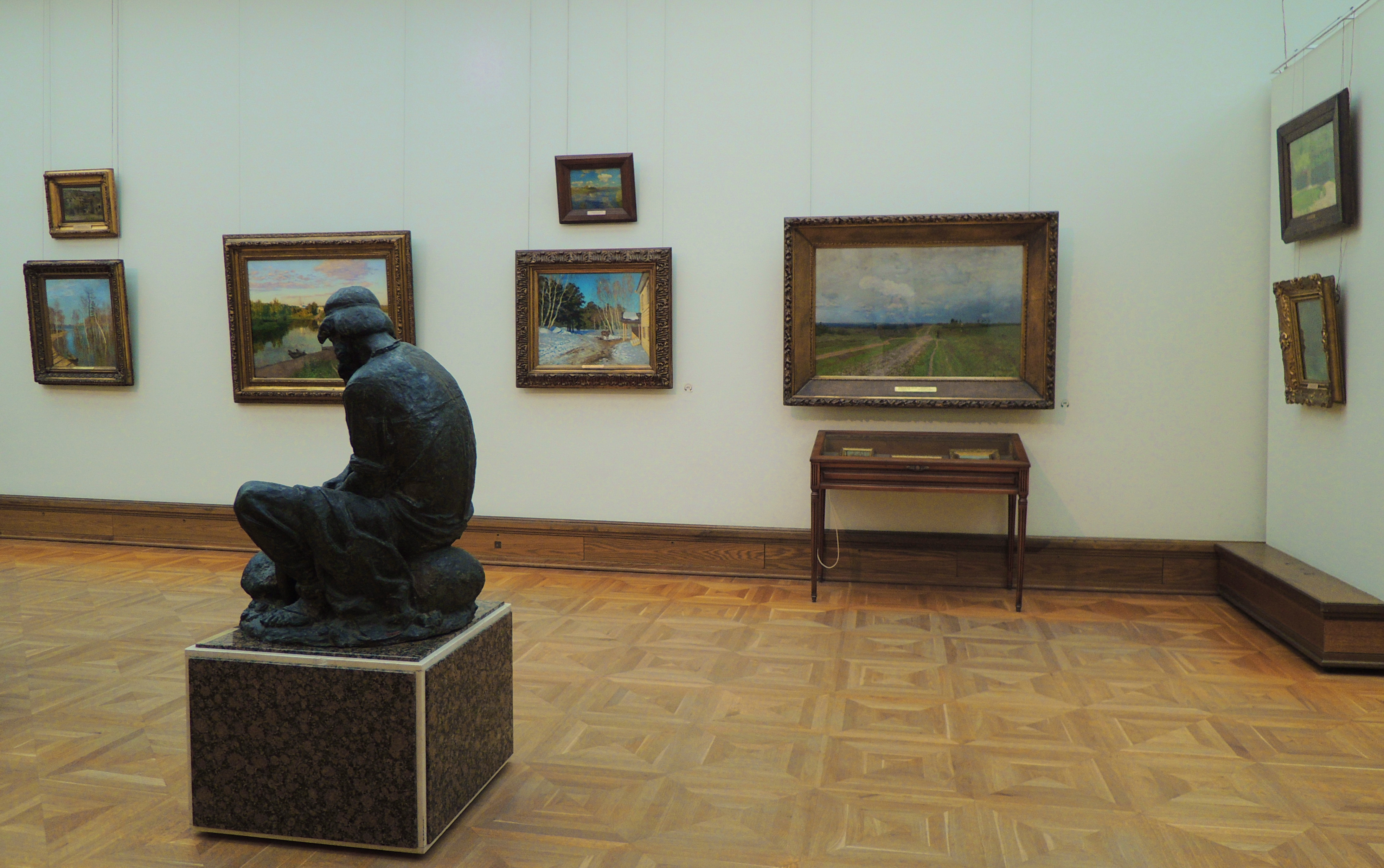
Tableau Mars dans la salle 37 de la galerie Tretiakov sur Levitan

La neige qui disparaît peu à peu, l'arrivée du printemps et la fin de l'hiver, la lumière du soleil et le froid qui subsiste malgré tout, forment les sujets de cette composition de foi en la vie. Cela est souligné par les contrastes de couleurs entre les pins sombres en arrière-plan et les troncs ensoleillés des trembles dont les branches semblent attirées par les rayons de soleil printanier. Cette attirance est soulignée encore par la présence d'un nichoir très haut placé sur la branche d'un des arbres, qui donne l'impression d'avoir été attaché à une branche mince et trop légère.
Les jeux de lumière créés par la neige, l'ombre des arbres, le ciel bleu créent une atmosphère très pittoresque que beaucoup de peintres russes ont réutilisé dans leur paysages après Levitan. Selon Alekseï Fiodorov-Davydov, « après Levitan, le motif de Mars est devenu un thème favori de la peinture de paysages russes qui occupe une place importante chez Igor Grabar, Constantin Youon et d'autres encore ».
On peut citer comme tableau au sujet proche celui d'Alekseï Savrassov Les freux sont de retour (1871, Galerie Tretiakov, malgré des différences significatives malgré tout d'avec Mars. La toile de Levitan Mars, est un exemple caractéristique de ce que l'on appelle le paysage à la Levitan dans lequel, même quand il décrit la nature en liesse, il parvient à préserver un ton lyrique chargé d'émotion et de tristesse.
 Mars comme l'Automne doré, qui datent toutes deux de 1895, sont des toiles de Levitan qui montrent le mieux l'influence de l’impressionnisme sur l'œuvre du peintre. Toutefois, si l'on peut trouver à cette toile des caractères de la peinture à l'huile en pleine pâte, il lui manque encore d'autres spécificités impressionnistes. L'épaisseur de la couche de peinture n'est pas égale partout : pour représenter la neige il utilise des traits en relief. Le ciel est peint de manière plus uniforme. En d'autres endroits la texture de la toile reste visible.
Le paysage de l'artiste russe Constantin Korovine intitulé En hiver et qui date de 1894, (Galerie Tretiakov), un an plus tôt que Mars, est souvent comparé à celui de Levitan et considéré comme l'œuvre d'un précurseur. Il représente un cheval debout tirant un traineau devant l'entrée d'une maison villageoise. Mais contrairement à la peinture ensoleillée de Levitan, Korovine traite son sujet un jour sombre, durant l'hiver, dans des teintes grises.

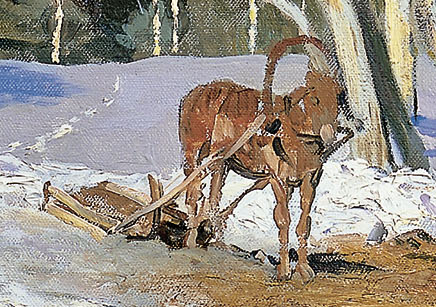
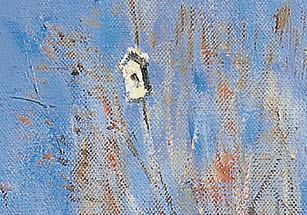
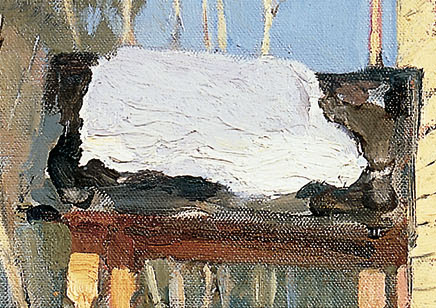

## Critiques
L'historien d'art Alekseï Fiodorov-Davydov écrit qu'Isaac Levitan peignait rarement et l'hiver et la neige en général, lui préférant des restes de neiges dans des paysages qui sont déjà de printemps, mais dans son mois de Mars de 1895, la neige est encore bien présente,:
« Il s'agit du tableau intitulé  Mars dans lequel tout respire déjà le printemps qui arrive alors que l'hiver est encore là un jour ensoleillé. En choisissant ce sujet qui est nouveau par le motif, Levitan crée un paysage tel que l'on en a pas encore vu dans la peinture russe. Personne avant lui n'avait peint la neige éclairée par le soleil aussi bien, ni le ciel et les arbres à ce moment de l'année. Tout est si coloré et si pittoresque. »

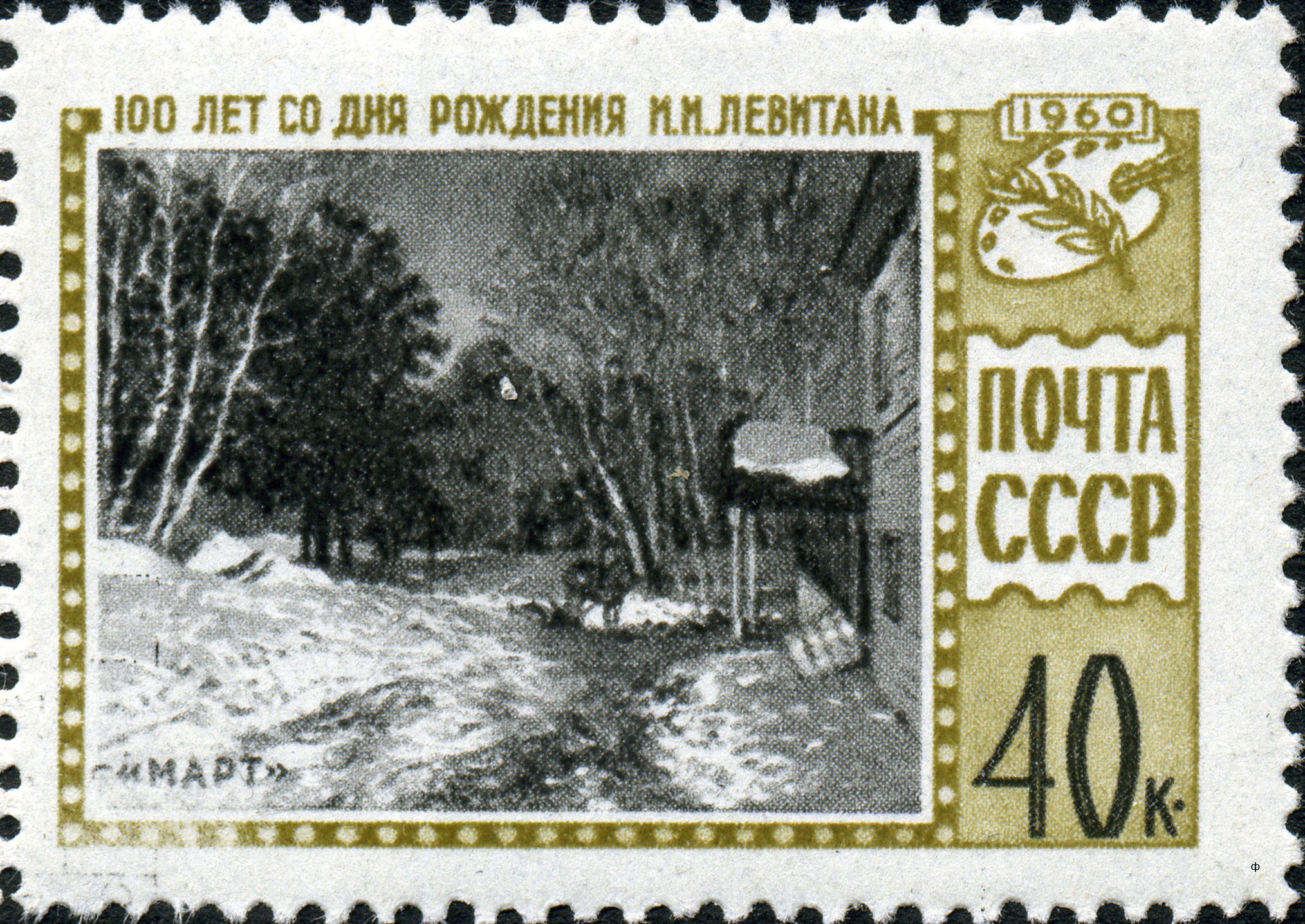
Tableau Mars sur un timbre-poste de l'URSS en 1960

Le peintre russe Boris Ioganson (1893-1973), écrit, quant à lui, qu'il était enchanté par ce tableau de Levitan et que lorsqu'il lui arrivait d'être dans la nature au mois de mars ou de s'asseoir sur un banc un matin de mars dans une ville, un paradoxe amusant lui traversait l'esprit et il disait : « Comme c'est étonnant que la nature imite si bien le tableau Mars de Levitan ».
Dans ses mémoires, le peintre Vassili Bakcheïev écrit que Levitan restait dans sa mémoire « comme un artiste indissolublement lié à l'école nationale russe de paysage » et que « profondément amoureux de la nature dans sa patrie, il l'étudie sans repos et l'introduit avec grande maîtrise dans son œuvre » À propos de Mars il écrit, :
« Je considère cette œuvre Mars comme une des meilleures productions de notre école russe. C'est une perle du niveau de la toile Le dégel de  Fiodor Vassiliev, ou Les Freux sont de retour d'Alekseï Savrassov. Il y a tellement de chaleur printanière, tellement de couleur, tant de lumière et de soleil. C'est une des meilleures toiles de Levitan. »